# Борба (Христо Ботев)
Вижте пояснителната страница за други значения на Борба.
„Борба“ е стихотворение, написано от Христо Ботев и излязло за пръв път във вестник „Дума на българските емигранти“ през 1871 година без последните десет стиха. Цялото е публикувано в стихосбирката „Песни и стихотворения от Ботьова и Стамболова“, отпечатана през 1875 година.
В стихотворението срещаме наситена картина на безнадеждността, породена от липсата на пробудени хора и липсата на критерий за разграничаването на глупците, които са подложени на чест укор в поезията на Ботев. В „Борба“ вече враговете са ясно откроени – за разлика от предишните стихотворения; вече има ясно определено Ботево общество и ярък портрет на емоцията на героя.
Символ за неспособността за бунт е известният т. нар. „сън мъртвешки“, в който е изпаднало обществото. Пороците в творбата, свързани с отделните човешки роли в това общество, са обединени под общото име „обществен мъчител“: глупецът, богатите, душманите, покорната интелигенция и неверниците тук са равни и застават рамо до рамо. Това води до съответно мисловни, социални и нравствени ограничения.
Заедно със стихотворението на Христо Ботев „Елегия“, „Борба“ заклеймява покорството, опиращо до човешкото развитие, заклеймяват се и първопричините за робското съзнание, за каквито тук са смятани леността на духа, еднообразното битие и лъжливия уют на покорността.
В „Борба“ образът на бунтаря е най-ярко изразен. Тук яростно се говори за глупостта и глупците, които сякаш посягат на личното верую на Ботев. Свободата е дар, който се полага на свободните умове и на издигнатите духом хора. А когато свободата е неразбираема, следователно тя е и ненужна, поради което в стихотворението отново се изтъква факта, че народът трябва да осъзнае мястото си в човечеството като цяло (тук се съпоставят целите на Ботев за пробуждането – подобни на целите на Паисий Хилендарски).
В стихотворението „Борба“ се моделира разбирането за лирическия АЗ чрез отрицание. Тази „свещена глупост“ се противопоставя на мисловността и нравствеността („разум“ и „съвест“).